# Zwariowane lotnisko
Zwariowane lotnisko (ros. Беспокойное хозяйство) – radziecka komedia wojenna z 1946 roku. Pierwszy film w reżyserii aktora Michaiła Żarowa.

## Obsada
- Michaił Żarow
- Ludmiła Celikowska
- Aleksandr Grawe